# كيوس (الإمبراطورية الساسانية)
كيوس ، ذُكر باسم (كاويوس) في كتابات بروكوبيوس القيساري وكيوس حسب المصادر الإسلامية المبكرة، كان الابن الأكبر لقباذ الأول، الإمبراطور الساساني لإيران. وفي أواخر عهد والده، عُيّن كاووس حاكمًا لطبرستان، وأُعطي لقب باديشكوارغار شاه (ملك باديشكوارغار).

## السيرة
ربما كان كيوس في البداية الوريث المفترض للعرش الساساني. ومع ذلك، بعد اندلاع ثورة المزدكية، اتُّهم كيوس بدعم مَزدك [الإنجليزية]
 والتمسك ببدعته. وكان شقيقه الأصغر كسرى، المعروف بدعمه للزرادشتية الأرثوذكسية، محبوبًا من النبلاء ورجال الدين الزرادشتيين. ونتيجة لذلك، تم تجاوز كاوس باعتباره الوريث وقُدم العرش إلى كسرى.
في أواخر عهد والده، عُين كيوس حاكمًا لطبرستان حوالي عام 520 وأُعطي لقب باديشكوارغار شاه (ملك باديشكوارغار). في عام 532، ساعد كيوس كسرى في هزيمة الأتراك، وفتح غزنة. ولكن عندما عاد كيوس إلى طبرستان بعد انتصاره، ثار وطالب بالعرش الساساني من كسرى. ومن أجل الحد من قاعدة قوة أخيه، أمر كسرى بقتل مزدك والعديد من أتباعه البارزين الذين دعموا كاوس. هُزِم كيوس وأُحضِر إلى قطسيفون، حيث أُعطيَ خيار الاعتراف بذنوبه أو الموت. فاختار الموت.